# Julianne Dalcanton
Julianne Dalcanton es una astrónoma estadounidense.

## Trayectoria
Es profesora de astronomía en la Universidad de Washington e investigadora para Sloan Digital Sky Survey. Su trabajo principal es en el área de la formación y evolución de galaxias. Dirigió el ACS Nearby Galaxy Survey Treasury (ANGST) y dirige los programas de Panchromatic Hubble Andrómeda Treasury (PHAT) en el telescopio espacial Hubble.
Se hizo conocida en todo el mundo por su descubrimiento del cometa C/1999 F2 Dalcanton. También es colaboradora del blog de física Cosmic Variance . 

## Premios y honores
En 2018, la Sociedad Astronómica Estadounidense le otorgó a la Profesora Dalcanton el Premio Beatrice Tinsley en reconocimiento a su trabajo en Astronomía y "contribuciones que son de un carácter excepcionalmente creativo o innovador y que han desempeñado un papel fundamental en la promoción de nuestra comprensión del universo".
El asteroide (148384) Dalcanton, descubierto por el Sloan Digital Sky Survey en 2000, recibió su nombre en su honor. La cita oficial del nombre fue publicada por el Minor Planet Center el 6 de abril de 2012 ( MPC 79106 ).

## Artículos de revista
- Dalcanton, Julianne J.; Spergel, David N.; Summers, F. J. (1997). «The Formation of Disk Galaxies». The Astrophysical Journal 482 (2): 659-676. Bibcode:1997ApJ...482..659D. doi:10.1086/304182.
- Hogan, Craig J.; Dalcanton, Julianne J. (2000). «New dark matter physics: Clues from halo structure». Physical Review D 62 (6): 063511. Bibcode:2000PhRvD..62f3511H. doi:10.1103/PhysRevD.62.063511.